# Comte d'Elgin

Armoiries des Bruce, comte d'Elgin

Comte d'Elgin (Earl of Elgin) est un titre de la pairie d'Écosse créé en 1633 pour Thomas Bruce (3e Lord of Kinloss) transmis dans la maison de Bruce.

## Liste des comtes d'Elgin
- 1633-1663 : Thomas Bruce, 1er comte d'Elgin, 3e lord Bruce de Kinloss (1599–1663) ;
- 1663-1685 : Robert Bruce, 2e comte d'Elgin, 1er comte d'Ailesbury (1626–1685) ;
- 1685-1741 : Thomas Bruce, 3e comte d'Elgin, 2e comte d'Ailesbury (1656-1741) ;
- 1741-1747 : Charles Bruce, 4e comte d'Elgin, 3e comte d'Ailesbury (1682-1747) ;
- 1747-1771 : Charles Bruce, 5e comte d'Elgin, 9e comte de Kincardine (1732-1771) ;
- 1771-1771 : William Bruce (ja), 6e comte d'Elgin, 10e comte de Kincardine (1732-1771) ;
- 1771-1841 : Thomas Bruce, 7e comte d'Elgin, 11e comte de Kincardine (1766-1841) rendu célèbre par les marbres du Parthénon ;
- 1841-1863 : James Bruce, 8e comte d'Elgin, 12e comte de Kincardine (1811-1863) connu pour avoir ordonné la destruction du Palais d'été près de Pékin ;
- 1863-1917 : Victor Bruce, 9e comte d'Elgin, 13e comte de Kincardine (1849-1917) ;
- 1917-1968 : Edward Bruce (en), 10e comte d'Elgin, 14e comte de Kincardine (1881-1968) ;
- depuis 1968 : Andrew Bruce (en), 11e comte d'Elgin, 15e comte de Kincardine (né en 1924) ;